# 恩斯特·赖特尔
恩斯特·赖特尔（德語：Ernst Reiter，1962年10月31日—），德国男子冬季两项运动员。他曾代表西德参加1984年和1988年冬季奥林匹克运动会冬季两项比赛，获得一枚银牌和一枚铜牌。